# Rumex aegyptiacus
Rumex aegyptiacus är en slideväxtart som beskrevs av Carl von Linné. Rumex aegyptiacus ingår i släktet skräppor, och familjen slideväxter. Inga underarter finns listade i Catalogue of Life.